# Maturação (geologia)
Na geologia do petróleo, a maturação de uma rocha é uma medida de seu estado em termos de geração de hidrocarbonetos. A maturação é estabelecida através de uma combinação de análises geoquímicas e técnicas de modelagem de bacias.
Uma rocha rica em material orgânico (denominada rocha geradora) irá se alterar sob o aumento de temperatura de tal forma que as moléculas orgânicas lentamente amadurecerão em hidrocarbonetos (ver diagênese). As rochas geradoras são, portanto, amplamente classificados como  imatura (sem geração de hidrocarboneto), sub-maturada (geração de hidrocarbonetos limitada), madura (ampla geração de hidrocarbonetos) e sobre-maturada (a maioria dos hidrocarbonetos já foram geradas).
A maturação de uma rocha geradora pode ser usada também como um indicador do seu potencial de geração de hidrocarbonetos. Isto é, se uma rocha é sub-maturada, então ela tem um potencial muito mais elevado para gerar hidrocarbonetos do que aquela sub-maturada.